# Just Pretend
Just Pretend (englisch Tu einfach so) ist ein Lied der US-amerikanischen Alternative-Metal-Band Bad Omens. Es erschien am 23. August 2022 als siebte Single ihres dritten Studioalbums The Death of Peace of Mind. 

## Inhalt
Just Pretend ist ein Alternative-Metal-Song, der vom Sänger Noah Sebastian und dem Gitarristen Joakim Karlsson geschrieben wurde. Der Text ist in englischer Sprache verfasst. Just Pretend ist 3:24 Minuten lang, wurde in der Tonart F-Moll geschrieben und weist ein Tempo von 140 BPM auf. Produziert wurde das Lied von Noah Sebastian und Joakim Karlsson, während Zakk Cervini das Lied mischte und masterte. Sänger Noah Sebastian begann bereits im Januar 2019 mit der Arbeit an dem Lied. Er wollte beweisen, wie einfach es wäre, einen radiotauglichen Rocksong zu schreiben, weil für ihn alles gleich und langweilig klingt. Sein Gesang auf einer Demoversion hatte eine übertriebene Prahlerei und klang nach Shinedown oder Godsmack. Als ihm auffiel, dass der Refrain herausragt, nahm Sebastian das Lied ernster und arbeitete es zusammen mit Joakim Karlsson aus.
Für das Lied wurde ein Musikvideo veröffentlicht, bei dem Erik Rojas Regie führte. Eli Enis vom Onlinemagazin Revolver beschrieb das Video als surreale Science-Fiction-Geschichte über Liebe und Erinnerungssimulation. Im Herbst 2022 ging das Lied auf der Videoplattform TikTok viral. Am 17. Mai 2023 zitierte der Meteorologe Chris Michaels vom US-amerikanischen TV-Sender WSLS in Roanoke einige Zeilen des Textes in seiner Wettervorhersage, um eine sinkende Luftfeuchtigkeit anzukündigen.

## Rezeption

### Rezensionen
Jan Hassenpflug vom Onlinemagazin laut.de bezeichnete das Lied als „moderne Reinkarnation der alten Linkin Park“, wegen des „hymnenhaften Refrains“. Laut Mike Leighton vom Onlinemagazin Metal Epidemic hat Just Pretend im Refrain „einen der glanzvolleren, großen Gesangsmomente“ auf dem Album.

### Chartplatzierung
| ChartsChartplatzierungen            | Höchstplatzierung | Wochen |
| ----------------------------------- | ----------------- | ------ |
| Vereinigte Staaten (Billboard Rock) | 11 (45 Wo.)       | 45     |

Am 11. März 2023 erreichte das Lied Platz eins der Billboard Mainstream Rock Songs. Sänger Noah Sebastian bezeichnete als den wohl ironischsten Moment der Bandgeschichte, dass Bad Omens mit einem Lied, welches geschrieben wurde, um sich darüber lustig zu machen, wie einfach es ist, Radio-Rock zu machen, zur Nummer eins der Radio-Rock-Charts wird.

### Auszeichnungen für Musikverkäufe
| Land/Region                  | Auszeichnungen für Musikverkäufe (Land/Region, Auszeichnung, Verkäufe) | Verkäufe  |
| ---------------------------- | ---------------------------------------------------------------------- | --------- |
| Vereinigte Staaten (RIAA)    | Platin                                                                 | 1.000.000 |
| Vereinigtes Königreich (BPI) | Silber                                                                 | 200.000   |
| Insgesamt                    | 1× Silber · 1× Platin ·                                                | 1.200.000 |